# Pawel Jewsejewitsch Kondratjew

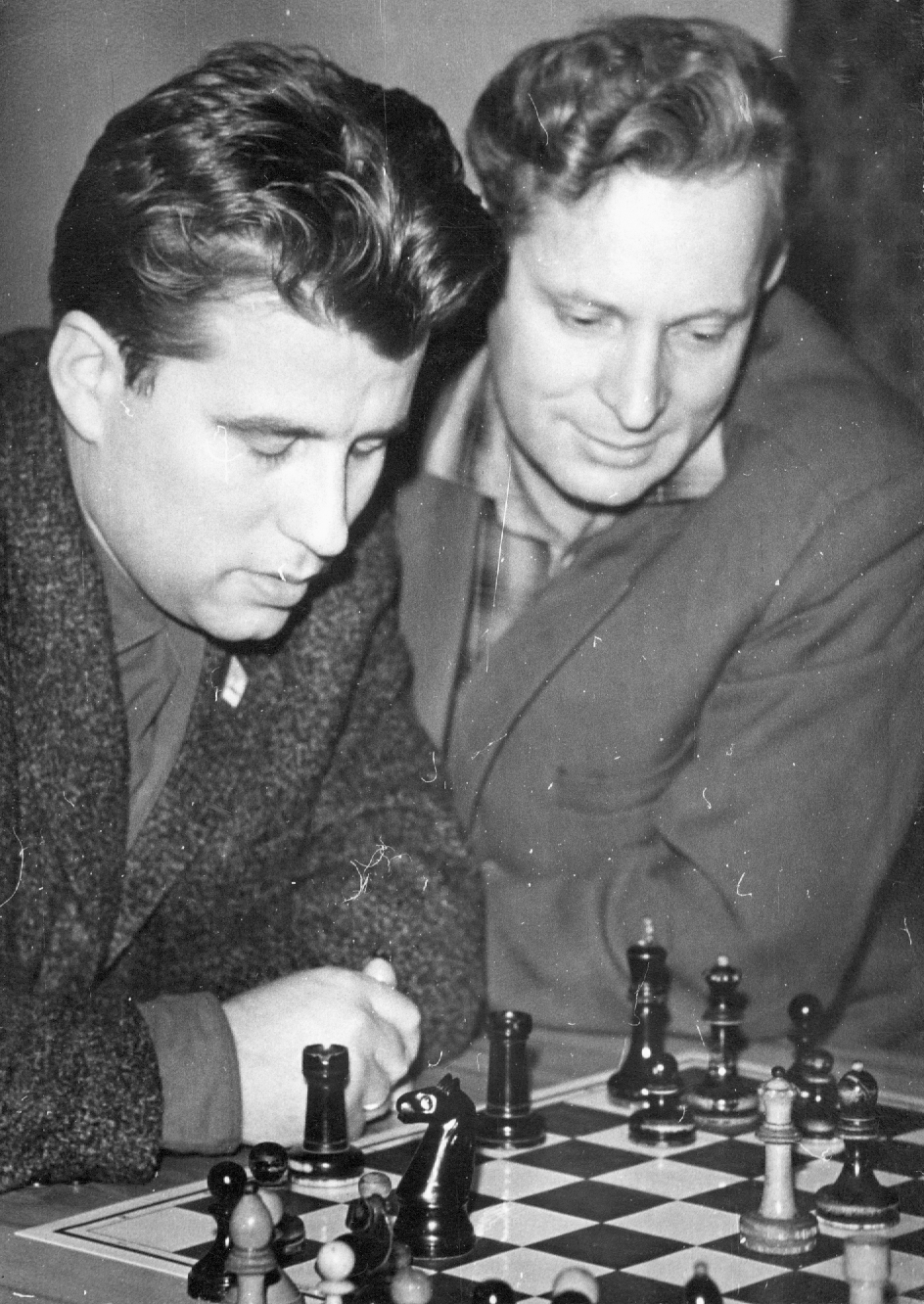
Pawel Kondratjew (rechts) mit Wjatscheslaw Osnos, Mitte der 60er Jahre

Pawel Jewsejewitsch Kondratjew (russisch Павел Евсеевич Кондратьев, wiss. Transliteration Pavel Evseevich Kondrat'ev; * 8. Januar 1924 in Moskau; † 11. Juni 1984 in Leningrad) war ein sowjetischer Schachspieler, -trainer und Eröffnungstheoretiker.

## Leben
Kondratjew wuchs in Moskau auf. Er erlernte die Schachregeln in der Schule und gehörte später zur Moskauer Jugendauswahl. Während des Krieges konnte er nicht an stark besetzten Turnieren teilnehmen. Erwähnenswert ist eine Simultanvorstellung im Juni 1942, an der er zusammen mit Fjodor Dus-Chotimirski und Michail Judowitsch teilnahm. Kondratjew spielte im Gorki-Park an 24 Brettern, wobei er, damals noch Meisterkandidat, alle Partien gewann.
Kurz darauf wurde er zum Militär eingezogen und nach Leningrad abkommandiert. Als Angehöriger einer Minenabwehreinheit der Baltischen Rotbannerflotte beseitigte er Minen im Umkreis von Pillau, Memel und Danzig. Bei der historisch bedeutenden Leningrader Meisterschaft 1943 teilte er den 4.–6. Platz. Nach Kriegsende gewann er 1946 die Stadtmeisterschaft von Tallinn. In den estnischen Meisterschaften errang er 1947/1948 den 2. Platz und 1949 den 3. Platz. Außerdem teilte er den 2.–3. Platz bei der Meisterschaft der Streitkräfte 1950. Noch in diesem Jahr erhielt er den Titel eines Schachmeisters.
Nachdem Kondratjew aus der Marine entlassen worden war, siedelte er nach Leningrad über. Nach Abschluss seines rechtswissenschaftlichen Studiums widmete er sich voll dem Schach. 1956 gelang ihm bei der XXIX. Leningrader Meisterschaft der Titelgewinn. Er gewann die Meisterschaft des Leningrader Schachklubs 1959/1960. Bei großen Schachveranstaltungen blieb ihm aber der Durchbruch verwehrt. Er teilte den 6.–9. Platz im Semifinale der XVIII. Meisterschaft der Sowjetunion 1950. Im nächsten Jahr belegte er den 8. Platz im Endklassement und verfehlte damit wieder den Einzug ins Finale.
Hauptberuflich wurde er Schachlehrer und -trainer. Lange Zeit fungierte er als Leiter der Schachsektion im Pionierhaus des Rajons Leninskij. Deren Mitglied war einer seiner Schüler IM Wjatscheslaw Osnos, der künftige Trainer und Co-Autor von Viktor Kortschnoi. Kondratjew betreute nicht nur Kinder, sondern auch berühmte Schachspieler wie Ljudmila Rudenko, Larissa Volpert, Waleri Salow und Irina Levitina. In seinen späteren Jahren war er als Staatstrainer für das Leningrader Schachteam zuständig.
Man attestierte Kondratjew Intelligenz und Feingefühl bei seiner Arbeit. Als Theorieexperte wurde er von seinen Schülern hoch geschätzt. So schrieb Volpert, dank ihm habe sie ihr Eröffnungsrepertoire erweitert und das Verständnis der Turmendspiele verbessert. Levitina ihrerseits würdigte Kondratjews Begabung und unterstrich dabei, er habe ihr viel geholfen.
Ferner betätigte er sich als Schachschriftsteller. Er verfasste mehrere Bücher und Publikationen, vorwiegend zur Eröffnungstheorie. Eine von ihm vorgeschlagene Variante der Französischen Verteidigung wurde übrigens schon 1940 in der Fachzeitschrift Schachmaty w SSSR veröffentlicht. Seine Werke wurden in andere Sprachen (z. B. Deutsch, Spanisch und Französisch) übersetzt. Nebenbei hielt er Vorträge im Tschigorin-Schachklub und moderierte zusammen mit anderen Meistern die beliebte Fernsehsendung Schachmaty.
Seine beste Elo-Zahl war 2450, diese hatte er von 1976 bis 1980. Seine beste historische Elo-Zahl betrug 2542 im Januar und Februar 1957.

## Werke (Auswahl)
- Nimzowitsch-Indisch bis Katalanisch / Mark Taimanow. Unter Mitarb. v. Pawel Kondratjew ; Jakow Neistadt. Berlin : Sportverl. 1970. 525 S. (Moderne Theorie der Schacheröffnungen)
- Slawisch : Abtauschsystem bis Slaw. Gambit / Lew Polugajewski. Unter Mitarb. von Pawel Kondratjew. Berlin : Sportverl., 1984. 254 S. (Moderne Eröffnungstheorie).
- Alt-Benoni-Verteidigung E. Stoljar; P. Kondratjew – Heidelberg : Schachverlag Schmaus, 1985 104 S.
- Sokolski-Eröffnung Stoljar, Efim; Kondrat'ev, Pavel Heidelberg. Schachverl. Schmaus. 1987. 87 S.